# Одбојка на Летњим олимпијским играма 2004.
Одбојка је на Олимпијским играма 2004 затупљена одбојком у дворани и одбојком на песку у обе конкуренције. Такмичење у дворани одржано је од 14- 29. августа у Дворани мира и пријатељства, а такмичење у одбојци на песку одржано је од 14- 25. августа на тереним Olympic Beach Volleyball Centre смештеног у јужној зони олипијског комплекса Faliro.
У мушкој и женској одбојци је учествовало по 12 екипа, а у одбојци на песку по 24 пара у обе конкуренције.

## Освајачи медаља
| Дисциплина                         | Злато                                    | Сребро                                | Бронза                                       |
| ---------------------------------- | ---------------------------------------- | ------------------------------------- | -------------------------------------------- |
| Одбојка на песку — Мушкарци Детаљи | Бразил · Рикардо Сантос · Emanuel Rego   | Шпанија · Javier Bosma · Пабло Херера | Швајцарска · Стефан Кобел · Patrick Heuscher |
| Одбојка — Мушкарци Детаљи          | Бразил                                   | Италија                               | Русија                                       |
| Одбојка на песку — жене Детаљи     | Сједињене Државе · Кери Волш · Мисти Меј | Бразил · Шелда Бејд · Адријана Бехар  | Сједињене Државе · Холи Мекпик · Елејн Јангс |
| Одбојка — жене Детаљи              | Кина                                     | Русија                                | Кубе                                         |

## Биланс медаља
| Позиција   | Држава                    | Злато | Сребро | Бронза | Укупно |
| ---------- | ------------------------- | ----- | ------ | ------ | ------ |
| 1          | Бразил                    | 2     | 1      | 0      | 3      |
| 2          | Сједињене Америчке Државе | 1     | 0      | 1      | 2      |
| 3          | Кина                      | 1     | 0      | 0      | 1      |
| 4          | Русија                    | 0     | 1      | 1      | 2      |
| 5          | Италија                   | 0     | 1      | 0      | 1      |
| 5          | Шпанија                   | 0     | 1      | 0      | 1      |
| 7          | Швајцарска                | 0     | 0      | 1      | 1      |
| 7          | Куба                      | 0     | 0      | 1      | 1      |
| Укупно (8) | Укупно (8)                | 4     | 4      | 4      | 12     |